# Urbain Wallet
Vous lisez un « article de qualité » labellisé en 2014.
Pour les articles homonymes, voir Wallet.
Urbain Wallet, né le 3 juillet 1899 à Montdidier dans la Somme et mort le 9 décembre 1973 à Belloy-en-Santerre, est un footballeur international français qui occupait le poste d'arrière.
Wallet effectue toute sa carrière dans un seul club, l'Amiens AC, jouant en équipe première de 1916 à 1932. Il reste pendant toute cette période sous statut amateur, ne souhaitant pas passer professionnel lorsque ce statut est créé en France en 1932 en même temps que le championnat de France professionnel. Tout en exerçant le métier de commerçant en grains et engrais, il remporte deux fois le championnat du Nord, l'un des championnats régionaux les plus disputés, en 1924 et en 1927. Il participe aussi aux demi-finales de la Coupe de France en 1930, battu par le RC France.
Grâce à ses bonnes performances en club, il est sélectionné à vingt-et-une reprises en équipe de France entre 1925 et 1929, participant notamment à l'épreuve de football aux Jeux olympiques de 1928 à Amsterdam. Sa vitesse et son physique massif lui valent même d'être surnommé le « balayeur de l'équipe de France » et il reste considéré comme l'un des meilleurs joueurs français de l'entre-deux-guerres.

## Biographie

### Débuts de footballeur (1916-1919)
Urbain Wallet naît le 3 juillet 1899 à Montdidier dans la Somme. Le football commence alors à s'implanter dans la région et les premiers clubs sont créés dès le début des années 1900. Parmi eux, le meilleur devient rapidement l'Amiens Athlétic Club, qui remporte régulièrement le championnat de Picardie USFSA. Cependant, en 1914, la Première Guerre mondiale met les activités du club au ralenti. Les membres du club partent au front et les dirigeants sont alors obligés de faire jouer pendant cette période des jeunes de 16 à 18 ans. C'est dans ce contexte difficile qu'Urbain Wallet, qui s'est rapidement intéressé à la pratique du rugby dans un collège de Compiègne, puis du football, intègre l'équipe première de l'Amiens AC au début de l'année 1916 à seulement 16 ans. Il joue alors soit avant centre soit arrière. Les compétitions officielles ayant cessé à cause de la guerre, seules des rencontres amicales sont organisées. À Pâques 1916, Wallet participe notamment à un tournoi mettant aux prises l'Amiens AC, le Stade amiénois, le SC Abbeville et des équipes britanniques. L'Amiens AC y fait trois victoires et un match nul contre une équipe écossaise, avec un Wallet obligé de jouer avec des chaussures trop petites découpées à l'avant.

### Vers la qualification en championnat du Nord (1919-1923)
En avril 1919, le football se détache de l'USFSA, ce qui met fin au championnat de Picardie USFSA auquel participait l'Amiens AC. Les fédérations qui organisaient les rencontres fondent alors la Fédération française de football-association (FFFA), et l'Amiens AC se retrouve rattaché en compagnie des autres clubs de la Somme à la Ligue du Nord, division régionale de la FFFA, qui force les clubs samariens à démarrer dans les divisions inférieures de ce championnat du Nord nouvellement créé. L'Amiens AC repart pour la saison 1919-1920 dans le championnat du district de Picardie. Associé notamment à Ducreux en défense, Wallet remporte avec le club le titre de champion de Picardie en battant notamment deux fois le rival du SC Abbeville par trois buts à deux et par trois buts à zéro. Avec une défense type composée cette fois de Wallet et Bréhon, l'Amiens AC garde le titre de champion de Picardie en 1921 mais le perd en 1922 au profit du SC Abbeville dans une belle perdue deux buts à un par les Amiénois. Malgré cette perte du titre, le club se qualifie pour un match de barrage décisif pour l'accession en Division d'Honneur, le plus haut niveau régional du Nord, qui oppose dans un véritable derby l'Amiens AC au Stade amiénois. Wallet et ses partenaires remportent le match par deux buts à un et quittent enfin le giron départemental. Une fois la saison finie, un match amical est organisé à Amiens entre une sélection des meilleurs joueurs amiénois et le FEC Levallois, qui est alors l'un des meilleurs clubs de la Ligue de Paris. Wallet est sélectionné dans cette équipe et y tient l'arrière avec Sprécher du Stade amiénois,.
L'Amiens AC prend part pour la saison 1922-1923 au groupe B de la Division d'Honneur avec sept autres équipes. Toujours avec Wallet titulaire dans l'équipe, les Amiénois survolent le championnat et le remportent le 18 février 1923 après seulement onze rencontres, ponctuées par dix victoires et un match nul. En fin de saison, l'Amiens AC est opposé au CS Watten, qui a besoin d'un match nul pour se maintenir dans la division. En fin de match, alors que les Amiénois mènent un but à zéro, un ailier du CS Watten centre. Wallet reprend alors le ballon de volée et marque dans son propre but, à la stupéfaction des Wattenais et du gardien amiénois Legrand. Le match se termine ensuite sur ce score de un but partout. Ce « geste de solidarité » permettant au CS Watten de se maintenir vaut à Wallet d'être chaleureusement remercié par les joueurs wattenais, et les Amiénois se voient offrir le champagne à la fin du match. Le club termine finalement le championnat invaincu avec douze victoires et deux matchs nuls, soit quarante points et sept points d'avance sur le deuxième,. L'organisation de la compétition est alors peu claire et le club pense disputer une belle contre le vainqueur du groupe A, l'US Tourcoing. Cependant, la Ligue refuse et déclare l'US Tourcoing championne. Finalement, une belle est organisée entre les deux clubs à Roubaix le 29 avril 1923, qui se quittent sur un match nul un but partout. L'US Tourcoing est tout de même déclarée championne du Nord, tandis que les Amiénois prennent une nouvelle dimension et sont qualifiés pour la prestigieuse Division d'Honneur jouée en poule unique pour la saison 1923-1924,,.

### Premier titre et premières sélections (1923-1926)

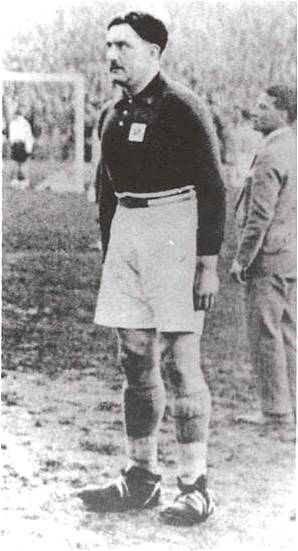
Urbain Wallet sous les couleurs de l'équipe de France au milieu des années 1920.

La saison 1923-1924 commence idéalement pour l'Amiens AC, qui prend la tête du classement de la Division d'Honneur après deux journées grâce à des victoires sur le SC Fives cinq buts à un et sur l'US Tourcoing trois buts à zéro. Ces bonnes performances valent à Urbain Wallet d'être sélectionné en équipe du Nord. Il connaît ainsi sa première sélection le 2 novembre 1923 à Roubaix lors d'un match entre l'équipe du Nord et l'équipe de Londres, la rencontre se terminant sur un match nul un but partout,. Il est une nouvelle fois sélectionné le 21 décembre pour un match contre l'équipe de Paris, mais il doit quitter la partie au bout de huit minutes à cause d'une blessure, et, les remplacements n'étant pas autorisés, le Nord s'incline par quatre buts à deux. En Division d'Honneur, Wallet et l'Amiens AC continuent leur bon parcours et ont l'occasion de remporter le titre lors d'un déplacement sur le terrain du RC Roubaix. Avec une défense composée de Wallet et Barbare, les Amiénois perdent le match, mais dans le même temps, son poursuivant direct au classement, l'Olympique lillois, ne s'impose pas. L'Amiens AC remporte alors dès sa première saison à ce niveau le titre de champion du Nord, qui est alors le plus haut niveau auquel un club peut participer. Le soir même, à leur retour de Roubaix, Wallet et ses coéquipiers sont accueillis chaleureusement à la gare d'Amiens par une foule nombreuse venue les féliciter.
Urbain Wallet, grâce à ses performances avec l'Amiens AC et avec l'équipe du Nord, est sélectionné pour la première fois en équipe de France en 1925, à l'âge de 24 ans. Il est appelé à disputer le premier match de l'année contre l'Italie le 22 mars 1925 au stadio di Corso Marsiglia à Turin. Il est associé en défense à Marcel Vignoli de l'Olympique de Paris, tandis que son coéquipier amiénois Maurice Thédié est aussi sélectionné, au poste de demi. Cette première sélection se termine difficilement par une large défaite sur le score de sept buts à zéro. Pour l'occasion, Wallet reçoit de la part de l'Amicale des supporters de l'Amiens AC une coupe pour fêter cette première sélection. L'année suivante, l'équipe de France dispute une série de six matchs amicaux entre avril et juin 1926. Wallet est de nouveau sélectionné dans l'équipe. Il est titularisé dans les cinq premiers matchs à l'arrière, aux côtés de Jacques Canthelou, du FC Rouen. La France, qui reste alors sur quatorze défaites en dix-sept rencontres, va connaître un renouveau printanier, en remportant de belle manière quatre des cinq matchs auxquels participe Urbain Wallet. Le 11 avril, la France bat son voisin belge quatre buts à trois au stade Pershing de Paris, puis se défait du Portugal quatre buts à deux, du vice-champion olympique suisse un but à zéro, de la Yougoslavie quatre buts à un, le tout entrecoupé par une défaite contre l'Autriche quatre buts à un. Dans le même temps, avec son club, Wallet termine vice-champion de la Division d'Honneur du Nord lors de la saison 1924-1925 derrière le RC Roubaix, puis quatrième lors de la saison 1925-1926.

### International français confirmé (1926-1932)
La saison 1926-1927 sera la plus belle saison de la carrière d'Urbain Wallet. En Division d'Honneur du Nord, il remporte de nouveau avec l'Amiens AC le titre de champion du Nord. Les Amiénois survolent le championnat avec quatorze victoires, deux nuls et deux défaites, en écrasant notamment l'éternel rival du RC Roubaix, double champion en titre, le 2 janvier 1927 par sept buts à un, ou encore en battant l'Olympique lillois lors de la dernière journée par trois buts à deux, avec une défense composée de Wallet et Lapierre. En tant que champion du Nord, Wallet et ses partenaires participent ensuite au championnat de France amateur 1927, prémices du championnat de France professionnel, disputé sous forme de poule avec une seule confrontation entre chaque équipe, terminant vice-champion de France derrière le CA Paris. En plus de ce succès, Wallet est sélectionné par la Ligue du Nord pour jouer tous les matchs interligues de l'équipe du Nord, mais aussi par la FFFA pour jouer toutes les rencontres internationales françaises de la saison, prévues entre mars et juin. Les cinq matchs joués sont compliqués pour les Français, qui concèdent quatre lourdes défaites pour un seul match nul trois buts partout face à l'Italie. Malgré cette série négative, Wallet est l'un des rares joueurs à être conservé à chaque fois, en dépit d'un but marqué contre son camp en début de match face au Portugal le 16 mars. La série de matchs se termine le 12 juin par un naufrage en Hongrie, avec une défaite treize buts à un. Au huitième but, Wallet permute même avec l'ailier droit et capitaine Jules Devaquez. Le changement ne donne guère mieux, Dewaquez marquant contre son camp le neuvième but d'une passe trop appuyée au gardien Maurice Cottenet. Wallet repasse alors à l'arrière mais ne peut empêcher la Hongrie de marquer quatre nouveaux buts.
La carrière de Wallet avec les Tricolores se poursuit de la même manière lors de l'année 1928. Il participe de nouveau à tous les matchs de la sélection, régulièrement associé avec Marcel Domergue à l'arrière. Ainsi, les 13 et 17 mai 1928, la France reçoit au stade olympique Yves-du-Manoir de Colombes la Tchécoslovaquie, puis la redoutable Angleterre. Wallet est chargé dans le premier match du marquage du buteur tchèque Antonín Puč, puis dans le second de celui de la vedette anglaise Dixie Dean, qui sort d'une saison clôturée par un record de soixante buts marqués en championnat d'Angleterre avec l'Everton FC,. Malgré ce marquage de Wallet, les deux joueurs inscrivent chacun un doublé et la France perd ces deux matchs,. Une semaine plus tard, la France participe au tournoi de football aux Jeux olympiques d'Amsterdam. Il s'agit alors du premier match en compétition auquel Wallet participe avec l'équipe de France. En huitièmes de finale, la France s'incline face à l'Italie quatre buts à trois dans une rencontre accrochée et est éliminée de la compétition. Urbain Wallet dispute ensuite ses trois dernières rencontres avec l'équipe de France en début d'année 1929 à l'âge de 28 ans. Ces sélections se concluent par deux victoires, une revanche contre les Hongrois remportée trois buts à zéro et une victoire sur le Portugal deux buts à zéro, puis par une lourde défaite huit buts à un contre l'Espagne, en partie due au fait que les joueurs ont assisté dans l'après-midi pendant trois heures sous un soleil de plomb à la traditionnelle corrida de Pâques aux arènes de Saragosse. Urbain Wallet termine alors sa carrière internationale avec un bilan de vingt-et-une rencontres disputées, indiscutable à son poste d'arrière droit, ne manquant qu'une seule rencontre des Tricolores entre avril 1926 et avril 1929. Après une saison 1928-1929 conclue avec son club de l'Amiens AC sur une quatrième place en Division d'Honneur, il dispute le 12 mai 1929 une dernière rencontre contre la Hongrie avec une sélection « artésienne-picarde ». Avec cinq de ses habituels coéquipiers à l'Amiens AC, ils s'inclinent trois buts à zéro.

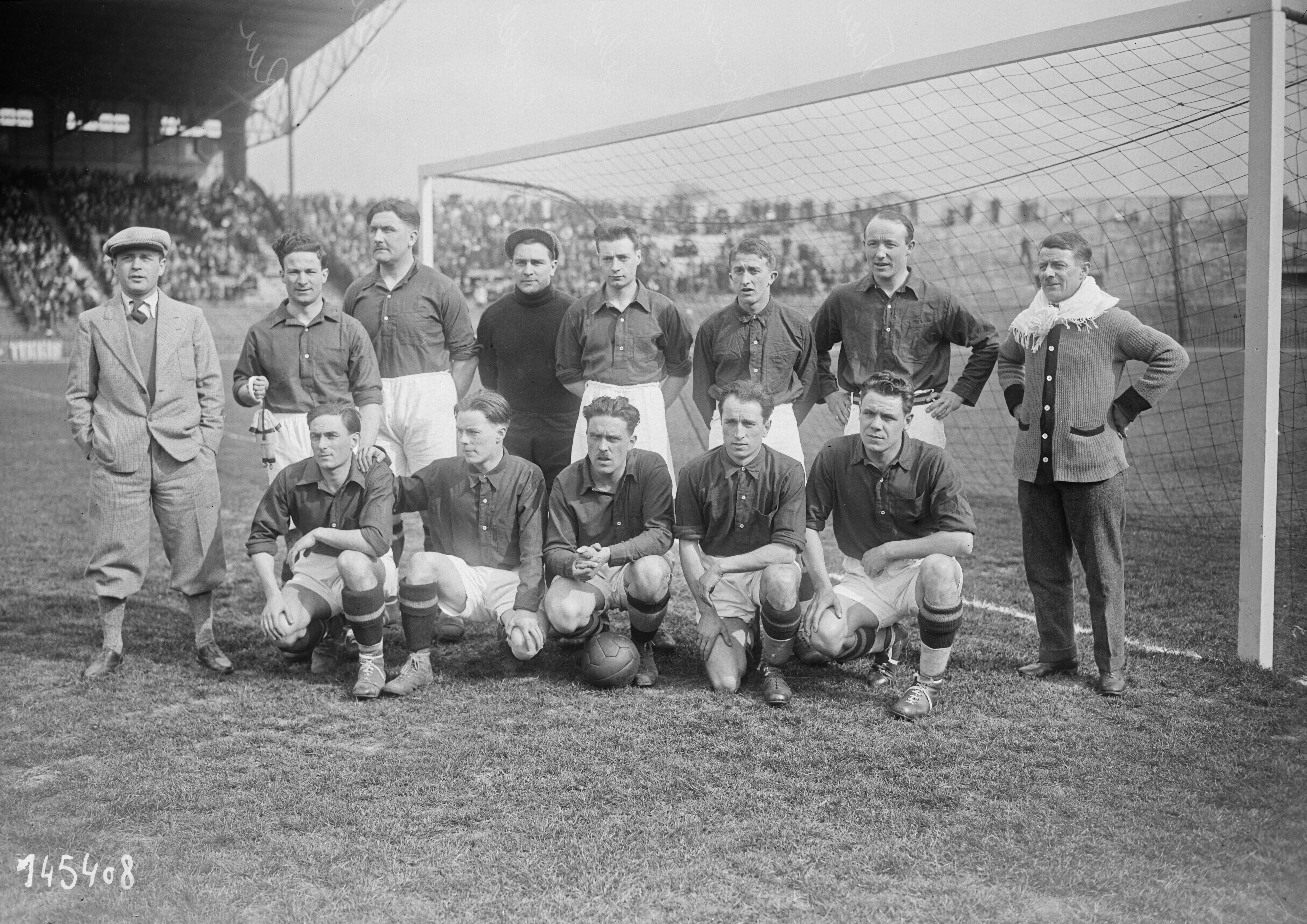
Urbain Wallet (debout, troisième en partant de la gauche), est un imposant défenseur d'1.82 m, ici avant la demi-finale de la Coupe de France 1930.

Lors de la saison 1929-1930, l'Amiens AC parvient pour la première fois en demi-finale de la Coupe de France, contre le RC France. Après un premier match nul un but partout, la demi-finale est à rejouer. Les deux formations se retrouvent alors deux semaines plus tard le 19 avril 1930 au stade olympique Yves-du-Manoir de Colombes. Lapierre étant blessé, Wallet assure la ligne arrière avec Viseur. À sept minutes de la fin du match, alors que les deux équipes sont à égalité un but partout, sur un centre du joueur du Racing Marcel Galey, son coéquipier Ozenne saute et envoie le ballon dans les buts avec les deux mains. Malgré cela, l'arbitre accorde le but. Wallet, à proximité de l'action, a tout vu et va, écœuré, demander à l'arbitre d'invalider le but. Celui-ci hésite, mais reste finalement sur sa décision. Furieux et indigné, Wallet quitte le terrain et n'y revient que sur l'insistance de quelques supporters, juste à temps pour assister au troisième but du Racing,,. Pour ses deux dernières saisons avec l'équipe première de l'Amiens AC, Urbain Wallet termine ensuite troisième puis quatrième de la Division d'Honneur à la fin des saisons 1930-1931 et 1931-1932,. Pour la dernière victoire de Wallet en Coupe de France, en huitième de finale de l'édition 1931-1932 contre le SO Montpellier, il est même aligné au poste d'ailier droit, ce qui lui permet de marquer un des buts de la victoire amiénoise trois buts à deux. Son histoire avec la Coupe de France s'arrête au tour suivant, le club étant battu le 7 février 1932 en quart de finale par l'OGC Nice par six buts à quatre.

### Refus du professionnalisme et fin de carrière (1932-1937)
Le phénomène de l'amateurisme marron, qui consiste à rémunérer indirectement les joueurs, en leur offrant par exemple la gestion d'un commerce ou un emploi dans une entreprise locale, se généralise en France. C'est l'un des points qui pose la question du passage des joueurs et des clubs français au statut professionnel. À la suite de nombreuses discussions, le Conseil national de la FFFA vote le 17 janvier 1931 le principe de l'instauration du professionnalisme, et définit en janvier 1932 sa réglementation, dont la création d'un championnat de France professionnel. Le 10 juin 1931, une commission constituée de dirigeants et de mécènes de l'Amiens AC se prononce avec un avis défavorable sur le professionnalisme. Le club passera finalement professionnel pour la saison 1932-1933, les Amiénois débutant dans le championnat de Division 2 nouvellement créé.
Urbain Wallet, lui, n'est pas intéressé par le professionnalisme, ayant déjà affirmé qu'il jouait pour son plaisir et qu'il gagnait suffisamment d'argent avec son métier. Ne souhaitant pas évoluer dans cette atmosphère professionnelle, il prend une demi-retraite peu avant ses 33 ans à la fin de la saison 1931-1932,. Il continue alors à jouer quelques matchs avec l'équipe seconde de l'Amiens AC, puis va même jouer pour le club de sa ville natale, le Montdidier AC, pour la saison 1934-1935, le club remportant le championnat de district de Picardie.
Si à l'issue de sa carrière, Urbain Wallet continue de jouer un rôle de conseiller au sein de l'Amiens AC, en s'employant notamment activement à remonter une équipe professionnelle dans le club en novembre 1937,, il poursuit surtout son métier de commerçant en grains et engrais dans la graineterie qu'il tient rue des Prés-Forêts à Amiens. Père de quatre enfants, il meurt dans la région à Belloy-en-Santerre le 9 décembre 1973 à l'âge de 74 ans.

## Style de jeu et postérité
Dans le dispositif tactique classique de l'époque, le 2-3-5, appelé « schéma classique »,, Urbain Wallet évoluait au poste d'arrière, généralement sur le côté droit, ce poste correspondant à l'actuel poste de défenseur central. Wallet possédait un physique massif, pesant 100 kg pour une taille de 1,82 m, alors que la moyenne de l'époque pour les hommes se situait à environ 1,65 m. Malgré ce gabarit imposant, il était particulièrement rapide, courant le 100 mètres en environ 11 s, ce qui lui permettait de bien couvrir le terrain pour contrer les attaques adverses,. Il participait ainsi également à des compétitions d'athlétisme, remportant par exemple aisément à l'été 1920 les épreuves du 60 mètres, du 400 mètres, du lancer du poids, du saut en hauteur et du saut en longueur aux championnats de Picardie. Il était aussi doté d'une grande souplesse, étant encore capable à l'âge de 38 ans de sauter les pieds joints par-dessus une chaise. Dès 17 ans, il est qualifié dans L'Auto de « robuste, dur, doué d'un shot formidable ».
Sa capacité à courir rapidement pour reprendre le ballon aux avants adverses lui vaut le surnom de « balayeur de l'équipe de France », et il est reconnu comme l'un des grands joueurs français et l'un des meilleurs arrières français de l'entre-deux-guerres, avec notamment Lucien Gamblin (1911-1923), Manuel Anatol (1929-1934), Étienne Mattler (1930-1940) et Jules Vandooren (1933-1942),.
Un tournoi amical de football à son nom a été créé à Amiens, qui se tient annuellement aux alentours du 15 août, et un stade de la ville porte son nom, stade où réside l'Amiens Université Club Athlétisme. Il a de plus été nommé en 2000 dans l'équipe du siècle de l'Amiens SC.

## Palmarès et statistiques

### Palmarès et statistiques en club
Urbain Wallet effectue sa carrière en amateur avant la première saison du championnat de France professionnel en 1932. Il ne participe donc qu'aux championnats régionaux, le plus haut niveau du football français de 1919 à 1932. Avec l'Amiens AC, il remporte deux fois le championnat du Nord, appelé Division d'Honneur, en 1924 et en 1927. En tant que champions du Nord, les Amiénois participent à l'éphémère championnat de France amateur mis en place entre 1927 et 1929. Wallet devient alors vice-champion de France lors de l'édition 1927. Il ne remporte pas la Coupe de France, mais participe une fois aux demi-finales en 1930 et trois fois aux quarts de finale, en 1925, en 1928 et en 1931. Les statistiques exactes de Wallet en club ne sont pas connues, mais il a participé à la grande majorité des 160 matchs de Division d'Honneur que l'Amiens AC a disputé entre 1923 et 1932.
| Compétitions internationales                                     | Compétitions nationales | Compétitions régionales                                  |
| ---------------------------------------------------------------- | --- | -------------------------------------------------------- |
| - Jeux olympiques - Meilleure performance : 8e de finale en 1928 | - Championnat de France (1926-1929) - Vice-champion : 1927 - Coupe de France - Meilleure performance : demi-finale en 1930 | - Division d'Honneur (2) - Champion du Nord : 1924, 1927 |

### Sélections en équipe de France
Urbain Wallet est sélectionné à vingt-et-une reprises en équipe de France entre 1925 et 1929. À l'heure où la Coupe du monde et le championnat d'Europe n'existent pas, Wallet dispute essentiellement des matchs amicaux. Il représente cependant la France aux Jeux olympiques d'été de 1928 à Amsterdam, où l'équipe de France est rapidement éliminée par l'Italie au premier tour par quatre buts à trois. Son bilan en équipe de France se solde par sept victoires, deux nuls et douze défaites. À l'arrière, il est associé sept fois avec Jacques Canthelou, quatre fois avec Marcel Domergue, quatre fois avec André Rollet, trois fois avec Marcel Bertrand, une fois avec Marcel Vignoli, une fois avec Jacques Wild et une fois avec Jacques Mairesse.
À l'époque, il n'est pas rare que soient organisés des matchs dits d'entraînement ou officieux. Ainsi, Urbain Wallet est en réalité appelé en équipe de France pour la première fois en février 1925, pour un tel match contre l'Uruguay, champion olympique en titre, qui avait éliminé la France dans ce tournoi en quart de finale cinq buts à un huit mois plus tôt. Au stade Buffalo, le public parisien découvre ce provincial, à qui est confié le marquage de l'une des vedettes uruguayennes, l'ailier gauche Ángel Romano. En dépit de nombreux gestes techniques et courses, Romano ne parvient pas à prendre le dessus sur Wallet, et la France tient le match nul zéro à zéro. Wallet remporte ainsi l'approbation du public et surtout celle du manager technique du comité de sélection de l'équipe de France, Gaston Barreau,. Tout au long de sa carrière, Wallet participe à d'autres de ces matchs amicaux officieux qui ne sont pas comptabilisés comme sélection, par exemple en 1927 contre une sélection d'Afrique du Nord ou contre une sélection de la Ligue de l'Isthmian couvrant la région de Londres,.
| Sélection | Compétition       | Date            | Lieu                                     | Adversaire      | Score  |
| --------- | ----------------- | --------------- | ---------------------------------------- | --------------- | ------ |
| 1         | Match amical      | 22 mars 1925    | Stadio di Corso Marsiglia, Turin         | Italie          | 0 - 7  |
| 2         | Match amical      | 11 avril 1926   | Stade Pershing, Paris                    | Belgique        | 4 - 3  |
| 3         | Match amical      | 18 avril 1926   | Stade des Ponts Jumeaux, Toulouse        | Portugal        | 4 - 2  |
| 4         | Match amical      | 25 avril 1926   | Stade olympique Yves-du-Manoir, Colombes | Suisse          | 1 - 0  |
| 5         | Match amical      | 30 mai 1926     | Simmeringer Platz, Vienne                | Autriche        | 1 - 4  |
| 6         | Match amical      | 13 juin 1926    | Stade olympique Yves-du-Manoir, Colombes | Yougoslavie     | 4 - 1  |
| 7         | Match amical      | 16 mars 1927    | Lumiar, Lisbonne                         | Portugal        | 0 - 4  |
| 8         | Match amical      | 24 avril 1927   | Stade olympique Yves-du-Manoir, Colombes | Italie          | 3 - 3  |
| 9         | Match amical      | 22 mai 1927     | Stade olympique Yves-du-Manoir, Colombes | Espagne         | 1 - 4  |
| 10        | Match amical      | 26 mai 1927     | Stade olympique Yves-du-Manoir, Colombes | Angleterre      | 0 - 6  |
| 11        | Match amical      | 12 juin 1927    | Stade Üllői út, Budapest                 | Hongrie         | 1 - 13 |
| 12        | Match amical      | 21 février 1928 | Stade Buffalo, Montrouge                 | Irlande         | 4 - 0  |
| 13        | Match amical      | 11 mars 1928    | Stade de la Pontaise, Lausanne           | Suisse          | 3 - 4  |
| 14        | Match amical      | 15 avril 1928   | Stade olympique Yves-du-Manoir, Colombes | Belgique        | 2 - 3  |
| 15        | Match amical      | 29 avril 1928   | Parc des Princes, Paris                  | Portugal        | 1 - 1  |
| 16        | Match amical      | 13 mai 1928     | Stade olympique Yves-du-Manoir, Colombes | Tchécoslovaquie | 0 - 2  |
| 17        | Match amical      | 17 mai 1928     | Stade olympique Yves-du-Manoir, Colombes | Angleterre      | 1 - 5  |
| 18        | JO Amsterdam 1928 | 29 mai 1928     | Stade olympique, Amsterdam               | Italie          | 3 - 4  |
| 19        | Match amical      | 24 février 1929 | Stade olympique Yves-du-Manoir, Colombes | Hongrie         | 3 - 0  |
| 20        | Match amical      | 24 mars 1929    | Stade olympique Yves-du-Manoir, Colombes | Portugal        | 2 - 0  |
| 21        | Match amical      | 14 avril 1929   | Stade de Torrero, Saragosse              | Espagne         | 1 - 8  |

Légende
- Jeux olympiques
- Victoire
- Nul
- Défaite